# Technisches Rathaus Wolgast

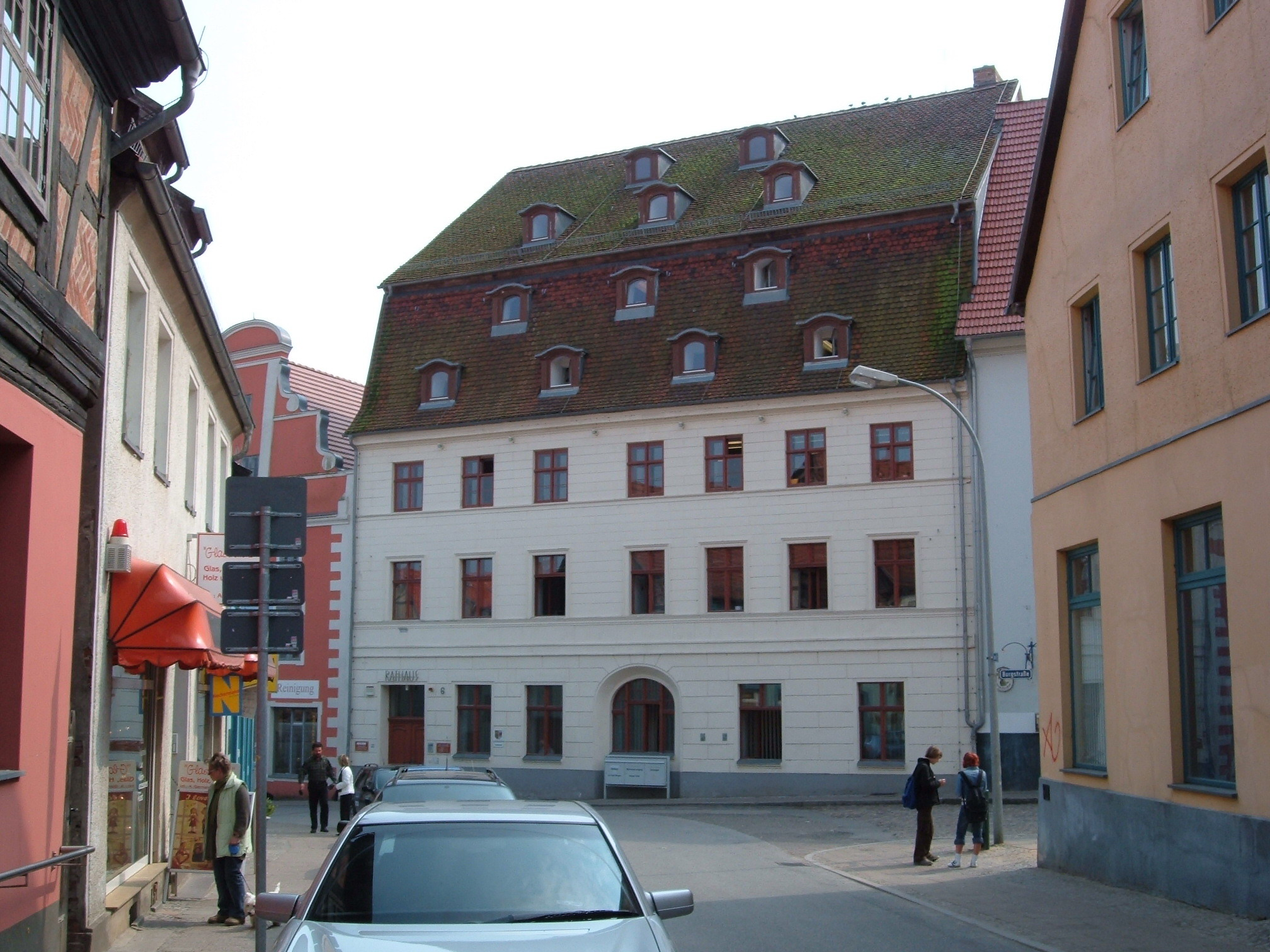
Burgstraße 6

Das Technische Rathaus Wolgast ist der Sitz des Bürgermeisters und des größten Teils der Verwaltungen der Stadt Wolgast im Landkreis Vorpommern-Greifswald des deutschen Bundeslandes Mecklenburg-Vorpommern. Es befindet sich in der Wolgaster Altstadt in der Burgstraße 6, gegenüber der Einmündung der Langen Straße.
Das Gebäude wurde nach dem großen Stadtbrand von 1713, der von russischen Truppen während des Großen Nordischen Krieges entfacht wurde, als siebenachsiger und dreigeschossiger Putzbau mit Mansarddach über älteren Kellern neu errichtet. Die Fassade, die im Lauf der Zeit mehrfach verändert wurde, ist durch Geschoss- und Sohlbanksimse horizontal gegliedert. Alle Geschosse besitzen Putzquaderung. Das mittlere Rundbogenfenster im Erdgeschoss ist die Stelle einer früheren Tordurchfahrt.
Unter dem Gebäude befinden sich zwei Keller, von denen der östliche ein Kreuzgewölbe besitzt, während der westliche als Tonnengewölbe errichtet wurde. Das Dach besitzt vier übereinanderliegende Gaubenreihen. Ende der 1990er Jahre wurde das Gebäude umfassend saniert. Dabei wurde der Dachboden auf vier Etagen komplett ausgebaut. Anschließend zog die Stadtverwaltung in das Gebäude. Das Gebäude des historischen Rathauses dient seitdem hauptsächlich repräsentativen und touristischen Zwecken.